# Karo del Sud
El Karo del Sud és un riu del Jhakhand que neix a la comarca de Gangpur (antic estat tributari de Gangpur) i va cap a Keonjhar al nord d'Orissa, per després girar al nord anant a buscar al riu Koel del Sud al que s'uneix a Arandpur.